# じゃじゃ馬トーナメント
じゃじゃ馬トーナメント（じゃじゃうまトーナメント）は、センダイガールズプロレスリングが開催しているシングルマッチのトーナメント戦。

## 概要
キャリア3年未満の選手に最も輝ける舞台を提供するために開催された。

## ルール
- 30分1本勝負。決勝戦は時間無制限1本勝負。
- 時間切れ引き分けの場合は体重差判定を行い軽量の選手の勝利となる。

※2023年の第5回大会より以下にルール改定
- 参加資格はデビュー3年以内 。※開催決定時点
- 1回戦は10分1本勝負、準決勝は15分1本勝負、決勝は30分1本勝負。
- 制限時間内に勝敗がつかない場合は、キャリアのより浅い選手が勝ち上がる。

## 2008年

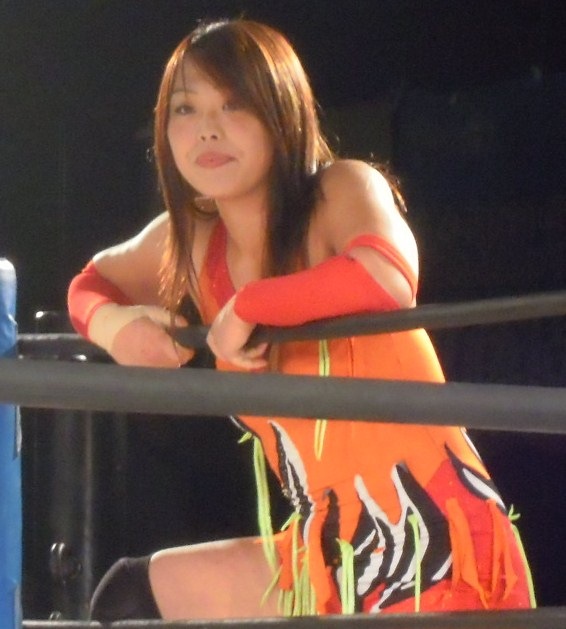
第1回優勝者の松本浩代

- 日時 : 2008年4月20日（1回戦）、2008年5月23日（2回戦）、2008年6月27日（準決勝、決勝）
- 会場 : Zepp Sendai
- 出場選手
  - センダイガールズプロレスリング
    - 水波綾 ※準優勝
    - 仙台幸子
    - DASH・チサコ
    - ティラノサウルス奥田
    - 悲恋

  - JWP女子プロレス
    - 中島安里紗
    - 新関真由香

  - アイスリボン
    - 牧場みのり

  - エスオベーション
    - 松本浩代 ※優勝
    - 大畠美咲

  - 伊藤薫プロレス教室
    - 佐藤綾子
    - 小林華子

  - TEAM MAKEHEN
    - 水沼美加
    - 紫雷美央
    - 紫雷イオ

  - オフィス華名
    - 華名

当初はJWPから大木アスカがエントリーされる予定だったが大木が心因的理由で欠場して出場枠が1人あいたため代表の新崎人生から出場志願者を募集したところアイスリボンから牧場がエントリーされる形となった。
- 試合結果

| 1回戦（4月20日）        |                                                |                       |
| Bブロック第1試合        |                                                |                       |
| ×牧場みのり             | 6分23秒 肩固め                                 | 水波綾○               |
| 水波が2回戦進出         |                                                |                       |
| Bブロック第2試合        |                                                |                       |
| ○中島安里紗             | 8分14秒 キューティースペシャル                 | 悲恋×                 |
| 中島が2回戦進出         |                                                |                       |
| Bブロック第3試合        |                                                |                       |
| ×大畠美咲               | 10分36秒 ミサイルキック→体固め                 | 佐藤綾子○             |
| 佐藤が2回戦進出         |                                                |                       |
| Bブロック第4試合        |                                                |                       |
| ○仙台幸子               | 9分7秒 ジャーマンスープレックスホールド        | 紫雷美央×             |
| 幸子が2回戦進出         |                                                |                       |
| Aブロック第1試合        |                                                |                       |
| ×水沼美加               | 9分58秒 バックエルボー→片エビ固め              | 松本浩代○             |
| 松本が2回戦進出         |                                                |                       |
| Aブロック第2試合        |                                                |                       |
| ×新関真由香             | 9分2秒 ライオンサルト→片エビ固め               | 紫雷イオ○             |
| イオが2回戦進出         |                                                |                       |
| Aブロック第3試合        |                                                |                       |
| ○華名                   | 9分58秒 ビリケン→エビ固め                      | DASH・チサコ×         |
| 華名が2回戦進出         |                                                |                       |
| Aブロック第4試合        |                                                |                       |
| ○ティラノサウルス奥田   | 14分49秒 ジャーマンスープレックス→エビ固め     | 小林華子×             |
| 奥田が2回戦進出         |                                                |                       |
| 2回戦（5月23日）        |                                                |                       |
| Bブロック第1試合        |                                                |                       |
| ○佐藤綾子               | 10分24秒 ジャーマンスープレックスホールド      | 仙台幸子×             |
| 佐藤が準決勝進出        |                                                |                       |
| Aブロック第1試合        |                                                |                       |
| ○松本浩代               | 4分50秒 ロックドロップ→片エビ固め              | 紫雷イオ×             |
| 松本が準決勝進出        |                                                |                       |
| Aブロック第2試合        |                                                |                       |
| ×華名                   | 11分42秒 ビリケンを切り返しての片エビ固め      | ティラノサウルス奥田○ |
| 奥田が準決勝進出        |                                                |                       |
| Bブロック第2試合        |                                                |                       |
| ○水波綾                 | 13分42秒 肩固め                                | 中島安里紗×           |
| 水波が準決勝進出        |                                                |                       |
| 準決勝、決勝（6月27日） |                                                |                       |
| Aブロック準決勝         |                                                |                       |
| ○松本浩代               | 14分42秒 ロックドロップ→片エビ固め             | ティラノサウルス奥田× |
| 松本が決勝進出          |                                                |                       |
| Bブロック準決勝         |                                                |                       |
| ×佐藤綾子               | 11分46秒 ダイビングギロチンドロップ→片エビ固め | 水波綾○               |
| 水波が決勝進出          |                                                |                       |
| 決勝                    |                                                |                       |
| ○松本浩代               | 13分53秒 ロックドロップ→片エビ固め             | 水波綾×               |
| 松本が優勝              |                                                |                       |

## 2009年

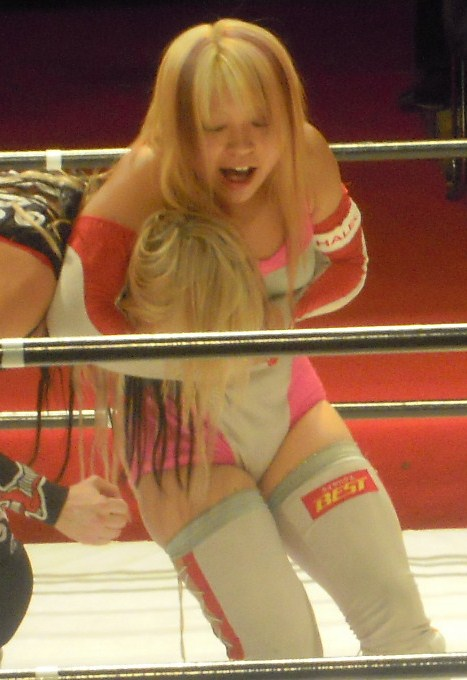
第2回優勝者の仙台幸子

- 日時 : 2009年2月21日（1回戦）、2009年3月29日（2回戦）、2009年4月19日（準決勝、決勝）
- 会場 : アクセル（仙台港国際ビジネスサポートセンター）
- 出場選手
  - センダイガールズプロレスリング
    - 仙台幸子 ※優勝
    - 水波綾 ※準優勝
    - DASH・チサコ
    - 悲恋
    - 石野由加莉

  - 格闘探偵団バトラーツ
    - 及川千尋

  - アイスリボン
    - 牧場みのり

  - エスオベーション
    - 大畠美咲
    - エスイ

  - 伊藤薫プロレス教室
    - 小林華子

  - フリー
    - 山田よう子
    - 雷火

## 2020年
新型コロナウイルス感染拡大に伴う興行自粛により、2回戦以降のスケジュールが延期となり9月に開催された。
- 日時 : 2020年3月28日（1回戦）、2020年4月22日（2回戦）、2020年4月26日（準決勝、決勝）
→ 2020年9月21日（2回戦）、2020年9月22日（準決勝、決勝）
- 会場 : 宮城野区文化センター（1回戦及び準決勝、決勝）、新木場1stRING（2回戦）
- 出場選手
  - センダイガールズプロレスリング
    - 愛海 ※準優勝
    - 岡優里佳
    - 金子夏穂

  - Marvelous
    - 神童ミコト
    - 星月芽依 ※優勝
    - Maria

  - PURE-J女子プロレス
    - AKARI
    - 久令愛

  - ワールド女子プロレス・ディアナ
    - 梅咲遥
    - ななみ

  - プロレスリング我闘雲舞
    - 駿河メイ

  - SEAdLINNNG
    - 花穂ノ利

## 2021年
- 日時 : 2021年11月23日（1回戦）、2021年12月26日（準決勝）、2022年1月9日（決勝）
- 会場 : 後楽園ホール、刈谷市産業振興センターあいおいホール（準決勝）、新宿FACE（決勝）
- 出場選手
  - センダイガールズプロレスリング
    - 岡優里佳 ※準優勝
    - カノン

  - Marvelous
    - 宝山愛

  - PURE-J女子プロレス
    - 大空ちえ

  - ワールド女子プロレス・ディアナ
    - 梅咲遥 ※優勝
    - マドレーヌ

  - Actwres girl'Z
    - 三浦亜美

  - SEAdLINNNG
    - 海樹リコ

## 2023年
- 日時 : 2023年12月8日（1回戦、2回戦）、2024年1月7日（決勝）
- 会場 : 新木場1stRING（1回戦、2回戦）、新宿FACE（決勝）
- 出場選手
  - センダイガールズプロレスリング
    - 丸森レア
    - YUNA

  - Hotシュシュ
    - ゆづき

  - エボリューション
    - Chi Chi
    - ZONES ※優勝

  - プロレスリングWAVE
    - 田中きずな
    - 炎華

  - Alma Libre
    - 鈴木ユラ ※準優勝

## 2024年
- 日時 : 2024年10月3日（1回戦、2回戦）、2024年10月18日（準決勝）、2024年10月20日（決勝）
- 会場 : 新木場1stRING（1回戦、2回戦、決勝）、仙台PIT（準決勝）
- 出場選手
  - センダイガールズプロレスリング
    - YUNA

  - Hotシュシュ
    - ゆづき

  - エボリューション
    - Chi Chi ※優勝
    - ソイ

  - プロレスリングWAVE
    - 炎華

  - ワールド女子プロレス・ディアナ
    - 香藤満月

  - SEAdLINNNG
    - 光芽ミリア

  - スターダム
    - さくらあや ※準優勝
    - 梨杏

  - フリーランス
    - スパイク・ニシムラ